# Колючелистник
Колючелистник, или Колючелист (лат. Acanthophyllum) — род растений семейства гвоздичные (Caryophyllaceae).
Полукустарнички и многолетние травы, формирующие колючие подушки полушаровидной формы. Высота растений составляет от 20 до 80 см. Стебли растопыренно-ветвистые, покрытые короткими волосками. Листья супротивные, колючие. Цветки обоеполые, розовые или белые, собраны в соцветия. Плод — коробочка.
Опыление перекрёстное, растения энтомофильные, которым присуща протандрия. Многие виды известны как медоносы. Размножение происходит семенами.
Ряд видов с неколючими листьями, ранее помещаемые в	колючелистники, отнесены в роду Аллохруза (Allochrusa).
Известно около 60 видов, произрастающих в аридных районах Центральной Азии, а также в предгорных и горных степях. Северная граница ареала лежит в Южном Казахстане, отдельные виды встречаются на Кавказе, большое разнообразие наблюдается в Иране, распространяется до территории Пакистана.
Некоторые виды:
- Acanthophyllum albidum Schischk. — Колючелистник беловатый
- Acanthophyllum glandulosum Bunge ex Boiss. — Колючелистник железистый, или Колючелистник зеленовато-белый [syn.  Acanthophyllum chloroleucum]
- Acanthophyllum lilacinum Schischk. — Колючелистник лиловый
- Acanthophyllum squarrosum Boiss. — Колючелистник растопыренный